# Alex Bunbury
Alexander „Alex“ Bunbury (* 18. Juni 1967 in Plaisance, Guyana) ist ein ehemaliger kanadischer Fußballspieler. Der 64-fache Nationalspieler spielte im Laufe seiner Karriere in Kanada, England, Portugal und den USA. 2006 wurde er in die Canadian Soccer Hall of Fame aufgenommen. Sein Sohn Teal Bunbury ist ebenfalls Profifußballer und seine Tochter Kylie Bunbury ist Schauspielerin.
Von 2014 bis 2015 betreute er die Fußballmannschaft Minnesota Twin Stars als Trainer.

## Vereinskarriere
Bunbury, der im Kindesalter mit seiner Familie aus Guyana nach Montreal kam, begann 12-jährig mit dem Fußballspiel auf Vereinsebene, seine Profikarriere startete er 1987 in der Canadian Soccer League bei den Hamilton Steelers. Nach Engagements bei den Ligakonkurrenten Toronto Blizzard (1990) und Montreal Supra (1991) wurde er im Dezember 1992 für 200.000 Pfund von Manager Billy Bonds zum englischen Erstligisten West Ham United geholt. Der Transfer entpuppte sich als Fehlschlag, Bunbury kam bis zu seinem Abgang nur zu vier Liga- und zwei Pokaleinsätzen und blieb dabei ohne Torerfolg.
Ende 1993 wechselte er für 50.000 Pfund zum auf der Atlantikinsel Madeira gelegenen portugiesischen Erstligisten Marítimo Funchal. Seinen dortigen Durchbruch hatte er in der Spielzeit 1994/95, als er mit 11 Saisontreffern bester Torschütze seines Teams wurde und im Halbfinale des Pokals den 1:0-Siegtreffer gegen den FC Porto erzielte. Im Finale war dann Sporting Lissabon eine Nummer zu groß (0:2); Bunbury wurde für seine Leistung als bester ausländischer Spieler der Saison 1994/95 geehrt. Zudem erhielt er die Auszeichnung zu Kanadas Fußballer des Jahres, eine Ehrung, die er bereits 1993 erstmals erhalten hatte. Bis 1999 blieb der Stürmer für Funchal aktiv und zeichnete sich als regelmäßiger Torschütze aus. In 165 Ligaeinsätzen kam er auf 59 Treffer und ist damit bester Erstligatorjäger in der Geschichte von Marítimo Funchal.
Im Sommer 1999 kehrte er nach Nordamerika zurück und unterschrieb in der Major League Soccer bei den Kansas City Wizards. Nach dem Titelgewinn in der Saison 2000, an dem Bunbury wegen einer Knöchelverletzung im Juni nur zu Saisonbeginn mitwirken konnte, erklärte er seinen Rücktritt.

## Nationalmannschaft
Bunbury kam erstmals 1983 in einem offiziellen Junioren-Länderspiel für die kanadische U-17 zum Einsatz und gehörte in den folgenden Jahren zum Kader der U-20. 1985 nahm er mit der U-20-Auswahl an der Junioren-Weltmeisterschaft in der Sowjetunion teil. Er bildete gemeinsam mit Doug McNaught das Sturmduo, das aber wie die komplette Mannschaft ohne Torerfolg blieb und als Gruppenletzter ausschied.
Am 24. August 1986 debütierte Bunbury im Rahmen des Merlion Cups, einem Einladungsturnier in Singapur, bei einem 1:0-Sieg gegen den Gastgeber in der kanadischen A-Nationalmannschaft. Im Laufe seiner Nationalmannschaftskarriere gehörte er zum Aufgebot bei den CONCACAF Gold Cups 1993 und 1996, als die kanadische Mannschaft jeweils in der Vorrunde ausschied. In der Qualifikation für die Weltmeisterschaft 1994 in den USA war Bunbury mit fünf Treffern bester kanadischer Torschütze und stand kurz vor der WM-Teilnahme. Im letzten und entscheidenden Gruppenspiel gegen die punktgleichen Mexikaner führte Kanada durch einen Treffer Bunburys bereits mit 1:0, verlor letztlich die Partie aber noch 1:2 und musste in die Interkontinental-Play-Offs, in denen man in der ersten Runde Australien im Elfmeterschießen unterlag.
Mit dem letzten Qualifikationsspiel zur WM 1998 am 16. November 1997 gegen Costa Rica, als eine Qualifikation Kanadas bereits unmöglich war, endete die internationale Laufbahn Bunburys nach 64 Spielen und 16 Toren. Mit ihm nahmen auch seine langjährigen Mannschaftskollegen Paul Dolan, Geoff Aunger, Frank Yallop und Colin Miller Abschied aus der Nationalelf.
1989 nahm er mit der Futsalnationalmannschaft auf Einladung der FIFA an der erstmals ausgetragenen Futsal-Weltmeisterschaft in den Niederlanden teil. Beim 6:2-Sieg gegen Japan war Bunbury einmal als Torschütze erfolgreich, die Gruppenphase schloss Kanada auf Rang 3 ab.

## Erfolge
Vereine
- US-amerikanischer Meister: 2000
- portugiesischer Pokalfinalist: 1994/95
- UEFA-Pokal-Teilnahme: 1994/95, 1998/99

Auszeichnungen
- Aufnahme in die Canadian Soccer Hall of Fame 2006
- Bester ausländischer Spieler der portugiesischen Liga: 1994/95
- Canadian Player of the Year: 1993, 1995